# Уордли, Фабио
Фабио Уордли (англ. Fabio Wardley; род. 18 декабря 1994, Ипсуич, Суффолк, Англия, Великобритания) — английский боксёр-профессионал, выступающий в тяжёлой весовой категории. Действующий временный чемпион WBA (2025—н.в). Действующий чемпион Великобритании (2022—н. в.). Бывший чемпион Британского Содружества (2023—2025) среди профессионалов. Бывший чемпион Европы по версии WBO European (2023—2024) и бывший чемпион Англии (2020—2022) по версии BBBoC в тяжёлом весе. 
Лучшая позиция по рейтингу BoxRec — 5-я (июль 2025) и является 2-м среди британских боксёров тяжёлой весовой категории, а по рейтингам основных международных боксёрских организаций занял: 1-ю строку  рейтинга WBA, — входя в ТОП-5 лучших тяжеловесов всего мира.

## Биография
Фабио Уордли родился 18 декабря 1994 года в портовом городе Ипсуич, графства Суффолк в Англии.

## Любительская карьера
В юности, до занятий боксом, Фабио увлекался футболом, баскетболом, практиковал уличный воркаут и регулярно посещал тренажёрный зал.
Бойцовский талант Уордли проявился в 2015 году, когда он в 20-летнем возрасте принял участие в реалити-шоу «Бои белых воротничков» — короткие поединки по боксу (3 раунда по 2 минуты) между не профессиональными бойцами, прошедшими четырёхнедельную подготовку. Где он не оставил шанса своим соперниками, одержав 9 побед нокаутом в 9 боях (все в первом раунде). После чего он привлёк внимание тренера по боксу — Нила Ходжинса и начал заниматься боксом в клубе Suffolk Punch, под руководством братьев Роберта и Нила Ходжинсов.
На любительском ринге он провёл 14 боёв, и во всех одержал победу, в том числе в 12 боях нокаутом.

## Профессиональная карьера
8 апреля 2017 года Уордли дебютировал на профессиональном ринге победив по очкам (счёт судьи: 40-35) опытного поляка Якуба Вуйчика (8-17-2).
Уордли многократно был спарринг-партнёром у таких чемпионов как: Тайсон Фьюри, Энтони Джошуа и Александр Усик, и он регулярно посещает тренировочные лагеря лучших боксёров мира, приобретая бесценный опыт и продолжая учиться по ходу дела.
1 августа 2020 года победил техническим нокаутом в 3-м раунде опытного соотечественника Саймона Валлили (17-2-1), и завоевал вакантный титул чемпиона Англии по версии BBBofC в тяжёлом весе.
21 ноября 2020 года победил техническим нокаутом во 2-м раунде крупного джорнимена из Ганы Ричарда Ларти (14-3).
27 марта 2021 года, в 11-м своём профессиональном бою, в Гибралтаре досрочно победил нокаутом в 5-м раунде опытного американца Эрика Молину (27-6). Встреча состоялась в вечере Александр Поветкин - Диллиан Уайт. Бой проходил под контролем Уордли и мог закончиться еще в 3 раунде, но британцу не хватило времени дожать оппонента. В 5 раунде пропустив левый боковой Уордли смог нокаутировать Молину.
26 ноября 2022 года на Уэмбли Арена в Лондоне, в бою за вакатный титул чемпиона Британии по версии BBBofC, встретился с соотечественником Нэйтеном Горманом (19-1). В первом и в первой половине второго раунда Уордли был активнее, однако у Гормана проходило больше акцентированных ударов. Во втором раунде, после одного из таких ударов, Уордли пошатнулся, однако сразу пошёл в контратаку, которая закончилась отправкой Гормана в нокдаун. После возобновления боя Уордли, лицо которого было в крови, продолжил атаковать, что привело, в конце раунда, ко второму нокдауну. В третьем раунде Уордли ещё раз отправил Гормана в нокдаун, и вскоре после возобновления боя угол Гормана выкинул на ринг полотенце.
1 апреля 2023 года в андеркарде вечера Энтони Джошуа—Джермейн Франклин встретился с американским джорнименом Майклом Коффи (13-3, 10 КО) в 10-раундовом бою. Первые три раунда прошли в перестрелке, без ощутимого доминирования кого-либо из бойцов. Уордли поддавливал, Коффи был менее активен, работая больше в защите. С началом четвертого раунда Коффи встал в стойку левши. Уордли зажал соперника у канатов и выкинул ряд успешных ударов. Несмотря на то, что Коффи не был потрясён, рефери принял спорное решение остановить бой. Последний был недоволен остановкой.

### Бой с Девидом Аделайе
28 октября 2023 года в Саудовской Аравии в рамках со-главного события большого боксерского вечера «Тайсон Фьюри — Франсис Нганну» одержал не простую победу техническим нокаутом в седьмом раунде над 26-летним проспектом — соотечественником Давидом Аделайе (12-0).
Первая половина этого 12-раундового противостояния, где на кону стояли титулы чемпиона WBO European, а также BBBofC British и Commonwealth Boxing Council, прошла в конкурентном стиле. Уордли атаковал и действовал агрессивно идя вперед. Аделайе же работал вторым номером работал на контратаках которые зачастую были успешны. В седьмом раунде Уордли смог донести правый боковой в голову Аделайе и отправил его на настил ринга. После возобновления поединка, Уордли кинулся в атаку и начал активно добивать своего соперника. Рефери принял решение остановить бой.

### Бой с Фрейзером Кларком
31 марта 2024 года в Лондоне (Англия) на арене О2 прошел бой с небитым проспектом Фрейзером Кларком за звание чемпиона Британии и Британского Содружества. Год назад уже была попытка встречи боксеров, но переговорный процесс не увенчался успехом из-за разных каналов и промоутеров боксеров. Поединок продлился все отведенные двенадцать раундов и получился зрелищным и близким. Начало боя осталось за Кларком, но в 5-м раунде он побывал в нокдауне, а в 7-м с него было снято очко за намеренный удар ниже пояса. Последующие раунды справедливо отдавались как в одну так и в другую сторону. Положение Уордли ухудшала травма носа и он был осмотрен врачом который дал разрешение на продолжение. Чемпионские раунды прошли с минимальным перевесом Уордли. По итогам 12 раундов один судья отдал Кларку 115-112, второй судья отдал чемпиону 114-113, а третий дал ровно 113-113 — ничья раздельным решением судей.

### Реванш с Фрейзером Кларком
Реванш состоялся 12 октября в Саудовской Аравии и на ставке были два пояса чемпиона Британии и Британского Содружества. За минуту до конца первого раунда Уордли попадает длинным ударом справа чем сильно потрясает Фрейзера Кларка, далее у Фабио проходит целая серия тяжелых попаданий по туловищу и в голову, в том числе одним которых ломает челюсть Кларку. Рефери останавливает бой и фиксирует нокаут.

### Бой с Джастисом Хуни
Бой с австралийским проспектом Джастисом Хуни (12-0) стал реален, после того как обладатель регулярного титула WBA Кубрат Пулев и №1 рейтинга Уордли не смогли договориться из-за финансов. Подписанный на замену №4 рейтинга Джаррел Миллер получил травму плеча. Разыграть временный титул WBA предложили рейтинговому проспекту Хуни. Старт боя был за австралийцем он действует быстрее, более цепок и моменты именно за ним. К середине боя стало, что Хуни точней и у него осталось значительно больше сил. Уордли действовал читаемо и размашисто. После 7-го раунда Уордли стал снижать и количество выброшенных ударов и застаиваться. Однако, Уордли смог реализовать шанс панчера. В 10-м раунде Фабио смог попасть справа навстречу  отправив австралийца в тяжелый нокдаун. Хуни смог встать, но рефери не дал продолжить. КО10. Compubox обнародовал статистику ударов: Хуни был  точней (159-117) за счёт силовых (114-49), а Уордли больше попадал джебами (68-45). Судейские записки на момент нокаута составили: 83-88, 82-89, 82-89 в пользу Хуни.

## Таблица профессиональных поединков
В таблице перечислены результаты всех поединков боксёров.
В каждой строке указан результат поединка. Дополнительно номер поединка обозначен цветом, который обозначает итог поединка. Расшифровка обозначений и цветов представлена в нижеследующей таблице.
| Пример | Расшифровка                     |
| ------ | ------------------------------- |
|        | Победа                          |
|        | Ничья                           |
|        | Поражение                       |
|        | Планируемый поединок            |
|        | Поединок признан несостоявшимся |
| КО     | Нокаут                          |
| ТКО    | Технический нокаут              |
| PTS    | Решение судей (по очкам)        |
| UD     | Единогласное решение судей      |
| MD     | Решение большинства судей       |
| SD     | Раздельное решение судей        |
| RTD    | Отказ от продолжения боя        |
| DQ     | Дисквалификация                 |
| NC     | Поединок признан несостоявшимся |

| 20 поединков, 19 побед (18 нокаутом). 1 ничья. | 20 поединков, 19 побед (18 нокаутом). 1 ничья. | 20 поединков, 19 побед (18 нокаутом). 1 ничья. | 20 поединков, 19 побед (18 нокаутом). 1 ничья. | 20 поединков, 19 побед (18 нокаутом). 1 ничья.            | 20 поединков, 19 побед (18 нокаутом). 1 ничья. | 20 поединков, 19 побед (18 нокаутом). 1 ничья. |
| Бой                                            | Рекорд                                         | Дата                                           | Соперник                                       | Место боя                                                 | Результат                                      | Данные о бое |
| ---------------------------------------------- | ---------------------------------------------- | ---------------------------------------------- | ---------------------------------------------- | --------------------------------------------------------- | ---------------------------------------------- | --- |
| 18                                             | 17-0-1                                         | 31 марта 2024                                  | Фрейзер Кларк (8-0)                            | O2 Арена, Лондон, Великобритания                          | SD 12                                          | Сохранил титул чемпиона Британского Содружества (1-я защита Уордли), титул чемпиона Европы по версии WBO (1-я защита Уордли) и титул чемпиона Великобритании по версии BBBofC 2-я защита Уордли) в тяжёлом весе.      |
| 17                                             | 17-0                                           | 28 октября 2023                                | Дэвид Аделейе (12-0)                           | Boulevard Hall, Эр-Рияд, Саудовская Аравия                | TKO 7 (12), 2:04                               | Завоевал вакантный титул чемпиона Британского Содружества и чемпиона Европы по версии WBO European (2-я защита Аделейе), и защитил титул чемпиона Великобритании по версии BBBofC (1-я защита Уордли) в тяжёлом весе. |
| 16                                             | 16-0                                           | 1 апреля 2023                                  | Майкл Полайт Коффи (13-3)                      | O2 Арена, Гринвич, Лондон, Великобритания                 | TKO 4 (10), 0:45                               | |
| 15                                             | 15-0                                           | 26 ноября 2022                                 | Нэйтен Горман (19-1)                           | Уэмбли Арена, Уэмбли, Лондон, Великобритания              | TKO 3 (12), 2:33                               | Завоевал вакантный титул чемпиона Великобритании по версии BBBofC в тяжёлом весе. |
| 14                                             | 14-0                                           | 9 июля 2022                                    | Крис Хили (9-9)                                | O2 Арена, Гринвич, Лондон, Великобритания                 | TKO 2 (8), 0:40                                | |
| 13                                             | 13-0                                           | 27 февраля 2022                                | Дэниел Мартц (20-9-1)                          | O2 Арена, Гринвич, Лондон, Великобритания                 | KO 2 (10), 1:30                                | |
| 12                                             | 11-0                                           | 7 августа 2021                                 | Ник Уэбб (17-2)                                | Matchroom HQ Garden, Брентвуд, Эссекс, Великобритания     | TKO 1 (10), 2:30                               | Защитил титул чемпиона Англии по версии BBBofC (1-я защита Уордли) в тяжёлом весе. |
| 11                                             | 11-0                                           | 27 марта 2021                                  | Эрик Молина (27-6)                             | Europa Point Sports Complex, Гибралтар, Гибралтар         | KO 5 (10), 0:52                                | |
| 10                                             | 10-0                                           | 21 ноября 2020                                 | Ричард Ларти (14-3)                            | Уэмбли Арена, Уэмбли, Лондон, Великобритания              | TKO 2 (10), 1:22                               | |
| 9                                              | 9-0                                            | 1 августа 2020                                 | Саймон Валлили (17-2-1)                        | Matchroom Fight Camp, Брентвуд, Эссекс, Великобритания    | TKO 3 (10), 1:01                               | Завоевал вакантный титул чемпиона Англии по версии BBBofC в тяжёлом весе. |
| 8                                              | 8-0                                            | 20 июля 2019                                   | Мариано Рубен Диас Струнз (13-14-1)            | O2 Арена, Гринвич, Лондон, Великобритания                 | TKO 6 (8), 1:06                                | |
| 7                                              | 7-0                                            | 10 мая 2019                                    | Деннис Левандовский (13-3)                     | Nottingham Arena, Ноттингем, Ноттингемшир, Великобритания | TKO 3 (8), 2:35                                | |
| 6                                              | 6-0                                            | 2 февраля 2019                                 | Морган Дессо (5-4)                             | O2 Арена, Гринвич, Лондон, Великобритания                 | TKO 1 (6), 1:43                                | |
| 5                                              | 5-0                                            | 22 декабря 2018                                | Фил Уильямс (1-7-1)                            | O2 Арена, Гринвич, Лондон, Великобритания                 | TKO 3 (4), 1:58                                | |
| …                                              |                                                |                                                |                                                |                                                           |                                                | |
| 1                                              | 1-0                                            | 8 апреля 2017                                  | Якуб Вуйчик (8-17-2)                           | Йорк-холл, Лондон, Великобритания                         | PTS (4)                                        | Счёт: 40-35. Профессиональный дебют. |
| Бой                                            | Рекорд                                         | Дата                                           | Соперник                                       | Место боя                                                 | Результат                                      | Данные о бое |